# Fragilità degli anziani
La fragilità è quella condizione per la quale un anziano è incapace di svolgere, in maniera autonoma, le attività di base della vita quotidiana da solo o con l'aiuto di mezzi o strumenti.

## Definizione e identificazione
La fragilità viene menzionata per la prima volta negli anni '80 dallo studioso statunitense M.D. Fretwell (1985) e in una pubblicazione scientifica curata dal National Institute on Aging
Essa non coincide con la disabilità, come hanno sostenuto a tratti alcuni geriatri, nel senso che un anziano fragile non è per sua natura disabile, ma rischia di diventarlo se non adeguatamente curato.
La fragilità è così una sindrome clinica che se trattata nel giusto modo può essere anche reversibile, mentre se trascurata può portare alla perdita completa dell'autonomia.
Esistono alcuni elementi fisici e psicologici che identificano un anziano come fragile. Secondo L.P. Fried essi sarebbero cinque: la perdita di peso, la debolezza, la lentezza, il basso livello di attività e la spossatezza. 

## Studi e ricerche
Oltre alla definizione e alla identificazione della fragilità c'è stata attenzione nel corso degli anni anche alla ricerca sul territorio del numero degli anziani fragili. Nonostante le difficoltà che si hanno in questi casi nel coniugare conoscenza, organizzazione e risorse economiche, ci sono stati tentativi in questo senso, come quello compiuto negli Stati Uniti d'America nel 1989, noto come Cardiovascular health study, su un campione di circa 5000 anziani sopra i 65 anni. I risultati di tale ricerca hanno portato a quantificare nel 7% il numero degli anziani fragili.
In Italia l'interesse nei confronti degli anziani fragili si sviluppa anche grazie alle intuizioni di Francesco Maria Antonini, considerato il padre della geriatria italiana. In ambiente accademico è nota soprattutto la ricerca effettuata da Umberto Senin sugli anziani ultraottantenni di  Bastia Umbra.
Nel 2001 viene poi realizzato dal geriatra Giampaolo Zucchelli il Progetto Lefes, uno studio sugli anziani fragili dei comuni di Livorno, Rosignano Marittimo e Collesalvetti, con la collaborazione di 97 medici di base e un campione di più di 108.000 pazienti. La percentuale di “fragili” è risultata del 2,4%
Questa ricerca teorica portò poi alla costituzione di un consultorio per gli anziani fragili nella città di Livorno.